# ملك أباد (باقران)
ملك أباد (بالفارسية: ملک‌آباد) هي مستوطنة تقع في إيران في قسم باقران الريفي. يقدر عدد سكانها بـ 98 نسمة .